# Six Nations 2005
Six Nations 2005 war die sechste Ausgabe des jährlichen Rugby-Union-Turniers Six Nations. An fünf Wochenenden vom 5. Februar bis zum 19. März 2005 fanden 15 Spiele statt. Turniersieger wurde Wales, das mit Siegen gegen alle anderen Teilnehmer zum neunten Mal den Grand Slam erreichte, mit Siegen gegen alle britischen Mannschaften auch die Triple Crown.

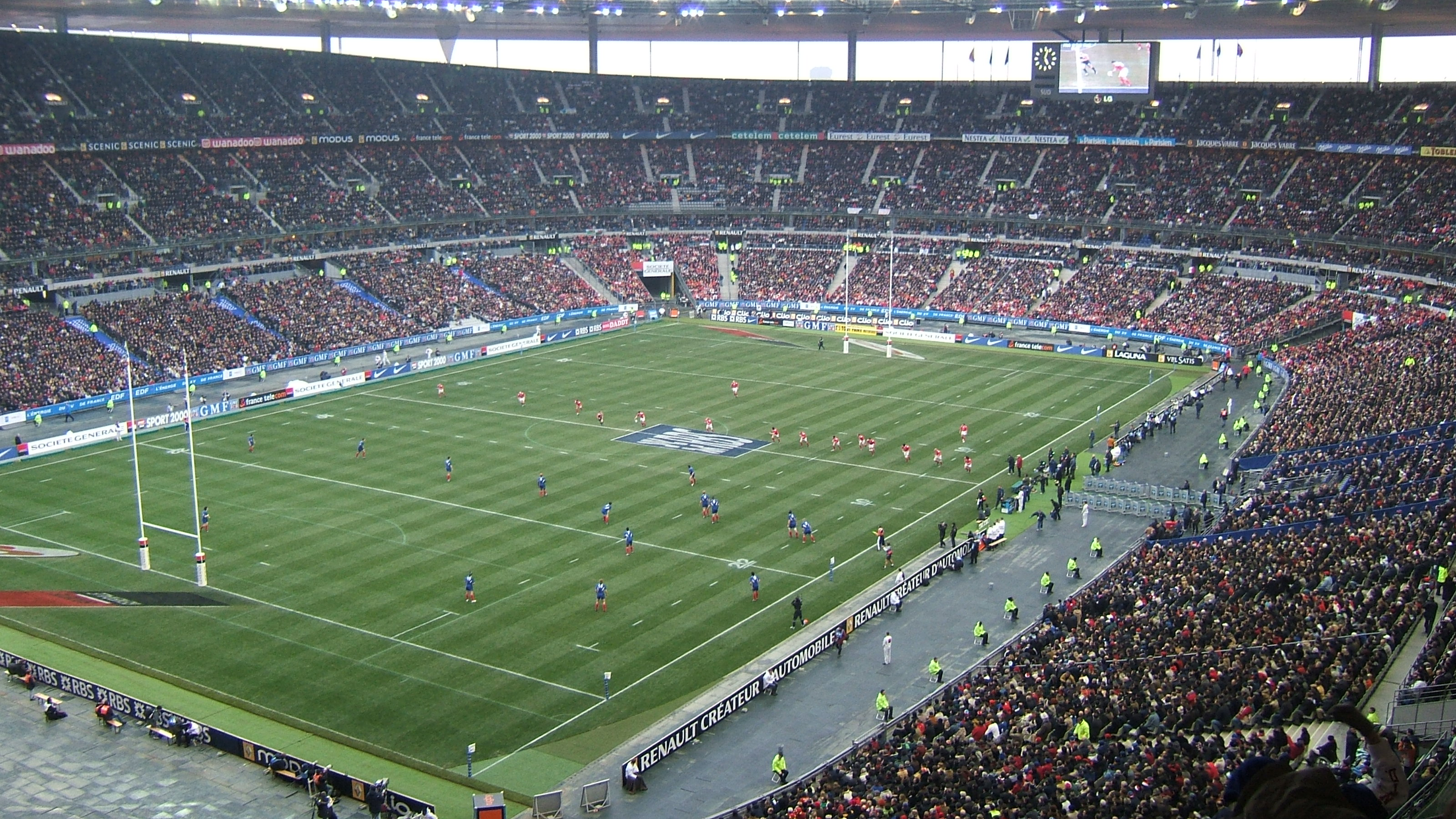
Spielszene aus der Begegnung zwischen Frankreich gegen Wales am 26. Februar 2005

## Teilnehmer
| Land       | Stadion             | Stadt       | Trainer          | Kapitän                           |
| ---------- | ------------------- | ----------- | ---------------- | --------------------------------- |
| England    | Twickenham Stadium  | London      | Andy Robinson    | Jason Robinson / Martin Corry     |
| Frankreich | Stade de France     | Saint-Denis | Bernard Laporte  | Fabien Pelous                     |
| Irland     | Lansdowne Road      | Dublin      | Eddie O’Sullivan | Brian O’Driscoll / Paul O’Connell |
| Italien    | Stadio Flaminio     | Rom         | John Kirwan      | Marco Bortolami                   |
| Schottland | Murrayfield Stadium | Edinburgh   | Matt Williams    | Gordon Bulloch                    |
| Wales      | Millennium Stadium  | Cardiff     | Mike Ruddock     | Gareth Thomas                     |

## Tabelle
|    | Land       | Spiele | Siege | Unent. | Ndlg. | Spiel- punkte | Diff. | Tabellen- punkte |
| -- | ---------- | ------ | ----- | ------ | ----- | ------------- | ----- | ---------------- |
| 1. | Wales      | 5      | 5     | 0      | 0     | 151:77        | + 74  | 10               |
| 2. | Frankreich | 5      | 4     | 0      | 1     | 134:82        | + 52  | 8                |
| 3. | Irland     | 5      | 3     | 0      | 2     | 126:101       | + 25  | 6                |
| 4. | England    | 5      | 2     | 0      | 3     | 121:77        | + 44  | 4                |
| 5. | Schottland | 5      | 1     | 0      | 4     | 84:155        | − 71  | 2                |
| 6. | Italien    | 5      | 0     | 0      | 5     | 55:179        | − 124 | 0                |

## Ergebnisse

### Erste Runde
| 5. Februar 2005 14:00 MEZ | Frankreich | 16 : 9        | Schottland                             | Stade de France, Saint-Denis Zuschauer: 78.069 Schiedsrichter: Nigel Williams (Wales) |
| 5. Februar 2005 14:00 MEZ | Versuche: Traille 80. erh. Erhöhungen: Michalak (1) Straftritte: Delaigue (2) 51., 57. Dropgoals: Delaigue (1) 78. | (0:6) Bericht | Straftritte: Paterson (3) 3., 40., 43. | Stade de France, Saint-Denis Zuschauer: 78.069 Schiedsrichter: Nigel Williams (Wales) |

| 5. Februar 2005 18:30 MEZ | Wales                                                                         | 11 : 9        | England                                | Millennium Stadium, Cardiff Zuschauer: 74.500 Schiedsrichter: Steve Walsh (Neuseeland) |
| 5. Februar 2005 18:30 MEZ | Versuche: S. Williams 11. n.erh. Straftritte: S. Jones (1) 25. Henson (1) 77. | (8:3) Bericht | Straftritte: Hodgson (3) 16., 50., 74. | Millennium Stadium, Cardiff Zuschauer: 74.500 Schiedsrichter: Steve Walsh (Neuseeland) |

| 6. Februar 2005 16:00 MEZ | Italien                                                                                      | 17 : 28       | Irland | Stadio Flaminio, Rom Zuschauer: 24.026 Schiedsrichter: Paddy O’Brien (Neuseeland) |
| 6. Februar 2005 16:00 MEZ | Versuche: Castrogiovanni 80. n.erh. Straftritte: Orquera (1) 8. de Marigny (3) 38., 44., 63. | (6:8) Bericht | Versuche: Murphy 29. n.erh. Stringer 50. erh. Hickie 80. erh. Erhöhungen: O’Gara (2) Straftritte: O’Gara (3) 22., 55., 79. | Stadio Flaminio, Rom Zuschauer: 24.026 Schiedsrichter: Paddy O’Brien (Neuseeland) |

### Zweite Runde
| 12. Februar 2005 13:30 MEZ | Italien                                                      | 8 : 38         | Wales | Stadio Flaminio, Rom Zuschauer: 24.800 Schiedsrichter: Andrew Cole (Australien) |
| 12. Februar 2005 13:30 MEZ | Versuche: Orquera 11. n.erh. Straftritte: de Marigny (1) 45. | (5:19) Bericht | Versuche: J. Thomas 5. erh. Shanklin 22. erh. M. Williams 40. erh. Cockbain 56. erh. S. Williams 60. erh. Sidoli 77. n.erh. Erhöhungen: S. Jones (4) | Stadio Flaminio, Rom Zuschauer: 24.800 Schiedsrichter: Andrew Cole (Australien) |

| 12. Februar 2005 17:00 MEZ | Schottland                                                                     | 13 : 40        | Irland | Murrayfield Stadium, Edinburgh Zuschauer: 64.826 Schiedsrichter: Joël Jutge (Frankreich) |
| 12. Februar 2005 17:00 MEZ | Versuche: Southwell 13. n.erh. Petrie 60. n.erh. Straftritte: Paterson (1) 10. | (8:18) Bericht | Versuche: O’Kelly 25. erh. O’Connell 40. erh. Hickie 44. erh. Hayes 75. n.erh. Duffy 80. erh. Erhöhungen: O’Gara (2) Humphries (1) Straftritte: O’Gara (3) 19., 39., 50. | Murrayfield Stadium, Edinburgh Zuschauer: 64.826 Schiedsrichter: Joël Jutge (Frankreich) |

| 13. Februar 2005 16:00 MEZ | England                                                                                         | 17 : 18        | Frankreich                                            | Twickenham Stadium, London Zuschauer: 82.000 Schiedsrichter: Paddy O’Brien (Neuseeland) |
| 13. Februar 2005 16:00 MEZ | Versuche: Barkley 19. erh. Lewsey 36. erh. Erhöhungen: Hodgson (2) Straftritte: Hodgson (1) 27. | (17:6) Bericht | Straftritte: Yachvili (6) 5., 30., 55., 61., 68., 75. | Twickenham Stadium, London Zuschauer: 82.000 Schiedsrichter: Paddy O’Brien (Neuseeland) |

### Dritte Runde
| 26. Februar 2005 15:00 MEZ | Schottland                                            | 18 : 10       | Italien                                                                            | Murrayfield Stadium, Edinburgh Zuschauer: 63.823 Schiedsrichter: Stuart Dickinson (Australien) |
| 26. Februar 2005 15:00 MEZ | Straftritte: Paterson (6) 5., 33., 51., 54., 76., 80. | (6:3) Bericht | Versuche: Masi 80. erh. Erhöhungen: de Marigny (1) Straftritte: de Marigny (1) 23. | Murrayfield Stadium, Edinburgh Zuschauer: 63.823 Schiedsrichter: Stuart Dickinson (Australien) |

| 26. Februar 2005 16:00 MEZ | Frankreich | 18 : 24        | Wales | Stade de France, Saint-Denis Zuschauer: 80.000 Schiedsrichter: Paul Honiss (Neuseeland) |
| 26. Februar 2005 16:00 MEZ | Versuche: Yachvili 4. erh. Rougerie 14. n.erh. Erhöhungen: Yachvili (1) Straftritte: Yachvili (1) 28. Dropgoals: Michalak (1) 65. | (15:6) Bericht | Versuche: M. Willyams 42. erh., 45. n.erh. Erhöhungen: S. Jones (1) Straftritte: S. Jones (3) 26., 40., 68. Dropgoals: S. Jones (1) 75. | Stade de France, Saint-Denis Zuschauer: 80.000 Schiedsrichter: Paul Honiss (Neuseeland) |

| 27. Februar 2005 16:00 MEZ | Irland | 19 : 13         | England                                                                                                 | Lansdowne Road, Dublin Zuschauer: 49.000 Schiedsrichter: Jonathan Kaplan (Südafrika) |
| 27. Februar 2005 16:00 MEZ | Versuche: O’Driscoll 59. erh. Erhöhungen: O’Gara (1) Straftritte: O’Gara (2) 10, 13. Dropgoals: O’Gara (2) 4., 35. | (12:10) Bericht | Versuche: Corry 7. erh. Erhöhungen: Hodgson (1) Straftritte: Hodgson (1) 26. Dropgoals: Hodgson (1) 57. | Lansdowne Road, Dublin Zuschauer: 49.000 Schiedsrichter: Jonathan Kaplan (Südafrika) |

### Vierte Runde
| 12. März 2005 14:30 MEZ | Irland                                                                                         | 19 : 26        | Frankreich | Lansdowne Road, Dublin Zuschauer: 48.452 Schiedsrichter: Tony Spreadbury (England) |
| 12. März 2005 14:30 MEZ | Versuche: O’Driscoll 77. erh. Erhöhungen: O’Gara (1) Straftritte: O’Gara (4) 9., 21., 28., 49. | (9:18) Bericht | Versuche: Dominici 31. n.erh., 80. n.erh. Baby 36. erh. Erhöhungen: Yachvili (1) Straftritte: Yachvili (2) 23., 64. Dropgoals: Delaigue (1) 12. | Lansdowne Road, Dublin Zuschauer: 48.452 Schiedsrichter: Tony Spreadbury (England) |

| 12. März 2005 17:00 MEZ | England | 39 : 7         | Italien                                     | Twickenham Stadium, London Zuschauer: 81.736 Schiedsrichter: Mark Lawrence (Südafrika) |
| 12. März 2005 17:00 MEZ | Versuche: Cueto 10. erh., 40. n.erh., 69. n.erh. Thompson 40. erh. Balshaw 65. n.erh. Hazell 80. erh. Erhöhungen: Hodgson (2) Goode (1) Straftritte: Hodgson (1) 7. | (22:0) Bericht | Versuche: Troncon 46. Erhöhungen: Peens (1) | Twickenham Stadium, London Zuschauer: 81.736 Schiedsrichter: Mark Lawrence (Südafrika) |

| 13. März 2005 16:00 MEZ | Schottland | 22 : 46        | Wales | Murrayfield Stadium, Edinburgh Zuschauer: 67.274 Schiedsrichter: Jonathan Kaplan (Südafrika) |
| 13. März 2005 16:00 MEZ | Versuche: Craig 54. erh. Lamont 71. n.erh. Paterson 74. erh. Erhöhungen: Paterson (2) Straftritte: Paterson (1) 24. | (3:38) Bericht | Versuche: R. Jones 4. erh. R. Williams 10. erh., 50. n.erh. S. Williams 14. erh. Morgan 29. erh., 40. erh. Erhöhungen: S. Jones (5) Straftritte: S. Jones (2) 19., 78. | Murrayfield Stadium, Edinburgh Zuschauer: 67.274 Schiedsrichter: Jonathan Kaplan (Südafrika) |

### Fünfte Runde
| 19. März 2005 13:00 MEZ | Italien                                                                           | 13 : 56         | Frankreich | Stadio Flaminio, Rom Zuschauer: 23.638 Schiedsrichter: Donal Courtney (Irland) |
| 19. März 2005 13:00 MEZ | Versuche: Robertson 28. erh. Erhöhungen: Peens (1) Straftritte: Peens (2) 3., 43. | (10:24) Bericht | Versuche: Nyanga 11. erh. Jauzion 18. erh. Laharrague 40. erh. Marty 70. erh., 80. erh. Lamboley 75. erh. Mignoni 80. erh. Erhöhungen: Yachvili (4) Michalak (2) Straftritte: Yachvili (3) 8., 52., 54. | Stadio Flaminio, Rom Zuschauer: 23.638 Schiedsrichter: Donal Courtney (Irland) |

| 19. März 2005 16:30 MEZ | Wales | 32 : 20        | Irland                                                                                             | Millennium Stadium, Cardiff Zuschauer: 74.376 Schiedsrichter: Chris White (England) |
| 19. März 2005 16:30 MEZ | Versuche: Jenkins 17. erh. Morgan 61. erh. Erhöhungen: S. Jones (2) Straftritte: Henson (1) 24. S. Jones (4) 33., 43., 51., 74. Dropgoals: Henson (1) 13. | (16:6) Bericht | Versuche: Horan 69. erh. Murphy 77. erh. Erhöhungen: Humphreys (2) Straftritte: O’Gara (2) 3., 37. | Millennium Stadium, Cardiff Zuschauer: 74.376 Schiedsrichter: Chris White (England) |

| 19. März 2005 19:00 MEZ | England | 43 : 22         | Schottland | Twickenham Stadium, London Zuschauer: 82.000 Schiedsrichter: Alain Rolland (Irland) |
| 19. März 2005 19:00 MEZ | Versuche: Noon 14. erh., 25. erh., 78. n.erh. Worsley 29. n.erh. Lewsey 40. Ellis 49. erh. Cueto 72. n.erh. Erhöhungen: Hodgson (4) | (26:10) Bericht | Versuche: S. Lamont 40. erh. Craig 46. erh. Taylor 51. n.erh. Erhöhungen: Paterson (2) Straftritte: Paterson (1) 23. | Twickenham Stadium, London Zuschauer: 82.000 Schiedsrichter: Alain Rolland (Irland) |

## Statistik

### Meiste erzielte Versuche
|    | Name            | Versuche |
| -- | --------------- | -------- |
| 1. | Mark Cueto      | 4        |
| 2. | Kevin Morgan    | 3        |
| 2. | Jamie Noon      | 3        |
| 2. | Martyn Williams | 3        |
| 2. | Shane Williams  | 3        |

### Meiste erzielte Punkte
|    | Name             | Punkte |
| -- | ---------------- | ------ |
| 1. | Ronan O’Gara     | 60     |
| 2. | Stephen Jones    | 57     |
| 3. | Dimitri Yachvili | 53     |
| 4. | Chris Paterson   | 49     |
| 5. | Charlie Hodgson  | 41     |